# Guild Wars
Guild Wars is een MMORPG voor de pc.
In tegenstelling tot de meeste andere MMORPG-spellen, worden er geen maandelijkse kosten in rekening gebracht, maar alleen de aanschafprijs voor het spel. De kosten worden gedekt door nieuwe delen uit te brengen die ook weer gekocht kunnen worden.

## Hoofdstukken
Guild Wars bestaat op moment van schrijven uit vier delen:
- Prophecies (voorheen Guild Wars, eerste deel)
- Factions
- Nightfall
- Eye of the North (Uitbreiding, de speler heeft een van de bovenstaande producten nodig om Eye of the North te kunnen gebruiken.)

De hoofdstukken zijn los van elkaar te spelen. Wel biedt ieder hoofdstuk een nieuw gebied in de "Guild Wars"-wereld.
De hoofdstukken zijn wel aan elkaar te koppelen, zodat de nieuwe gebieden worden verbonden.
Er is onlangs een uitbreiding verschenen, getiteld Eye of the North. Het is deze keer een 'echte' uitbreiding: de gebruiker moet in het bezit zijn van een van de drie Guild Wars spellen, maar Guild Wars: Eye of the North gebruikt wel dezelfde wereldkaart als Guild Wars: Prophecies. Guild Wars Eye of the North is verschenen op 31 augustus 2007. Vermoedelijk komt er geen extra uitbreiding meer uit na Eye of the North.
De opvolger van Guild Wars is Guild Wars 2.

## Speelwereld
Een ander punt dat Guild Wars onderscheidt van andere MMORPG's, is de speelwereld.
Bij een 'normale' MMORPG is er één wereld, waar alle spelers zich in bevinden.
Dit is bij Guild Wars alleen in de steden het geval.
Wanneer de speler buiten de stad gaat, krijgt hij/zij (of zijn groepje) een eigen gedeelte van de buitenwereld, waardoor iedere speler op ieder moment iedere quest kan doen, zonder last te hebben van anderen.
Een groepje kan uit maximaal 8 personen bestaan, dus er zijn altijd maximaal 8 mensen aanwezig in iedere buitenwereld (met uitzondering van non-playing characters). Er zijn wel bepaalde missies waarbij de grootte van de groep verandert. Dit maakt Guild Wars een CORPG; een Cooperative Online Role Playing Game.

## Missies
De missies spelen de belangrijkste rol in het vertellen van het verhaal in Guild Wars. Deze missies zijn vaak moeilijker dan quests. Het voltooien van missies is dan ook de enige manier om verder te komen in het spel. Het is wel mogelijk om bepaalde missies over te slaan door er simpelweg voorbij te lopen, maar op een gegeven moment zal de speler een missie moeten voltooien om verder te kunnen komen. In het begin zal het alleen maar mogelijk zijn om met 4 mensen een missie te doen, maar later, als het verhaal vordert, neemt het maximale aantal deelnemers toe (Dit tot een maximale van 8, met uitzondering van de 2 Elite Missions in Guild Wars Factions: The Deep en Urgoz's Warren, bij deze is het 12).

## Guilds
Een van de belangrijkste onderdelen van Guild Wars zijn de guilds, of gildes. Deze guilds zijn groepen spelers die samen een cape en guildhall delen, maar meestal ook samen spelen. Vaak hebben deze guilds ook hun eigen website, forum of voice chat waardoor het hechte groepen worden.

## Alliances
Hetzelfde als dat groepen mensen samen een guild vormen, kunnen guilds ook samen 1 groep worden. Zo een groep guilds bij elkaar wordt een Alliance genoemd. Een Alliance heeft zijn eigen leidende guild. Een Alliance bestaat maximaal uit 10 guilds (1 leidende en 9 bondgenoten). Na de verschijning van Guild Wars Factions heeft elke alliance keuze om van de Luxon armade of Kurzick armade te zijn. Elke gilde in de alliance moet zich ook aan deze zijde toewijden.

## Vaardigheden
Naast de speelwereld pakt Guild Wars ook het gebruik van vaardigheden (skills) op zijn eigen manier aan.
Er zijn voor ieder beroep een stuk of 100 vaardigheden te behalen. Wanneer deze eenmaal behaald zijn, zijn ze ook voor nieuwe personages ('characters') beschikbaar, dat is in eerste instantie alleen bij de hero's van dat andere personage. De behaalde vaardigheden worden dus bij het account opgeslagen. Ze kunnen hierna dan via een "Tome" of "Elite Tome" naar andere personages worden overgedragen (mits ze hetzelfde beroep hebben).
Vaardigheden zijn te behalen door quests en missies te behalen, door ze te kopen van een skill trader of door ze te 'cappen' (vangen met behulp van de speciale skill "Signet of Capture") van bazen.
Voor elk beroep zijn er ook nog een stuk of 30 extra goede vaardigheden, de elite skills. Deze moet men van een vermoorde baas 'cappen'. Ze zijn soms moeilijk te stelen, maar de vaardigheden zijn dan ook een stuk beter dan de "gewone" skills.
Een speler kan acht vaardigheden bij zich hebben tijdens het vechten, waarvan er één een elite skill mag zijn, en er maximaal 3 PvE-only skills tussen mogen zitten (zoals: Pain Inverter, Cry of Pain en het Sunspear Rebirth Signet)

## Professions
Zoals gebruikelijk bij een MMORPG is er een ruime keuze aan verschillende speelpersonages.
Bij ieder hoofdstuk zijn er andere professions voor de personages. En elke profession heeft zijn eigen specifieke skills en elite skills. Hieronder staat een tabel met daarin aangegeven welke professions er zijn en bij welk hoofdstuk ze beschikbaar1 zijn:
| Professions      | Prophecies       | Factions         | Nightfall        |
| ---------------- | ---------------- | ---------------- | ---------------- |
| Warrior (W)      | Beschikbaar      | Beschikbaar      | Beschikbaar      |
| Ranger (R)       | Beschikbaar      | Beschikbaar      | Beschikbaar      |
| Monk (Mo)        | Beschikbaar      | Beschikbaar      | Beschikbaar      |
| Necromancer (N)  | Beschikbaar      | Beschikbaar      | Beschikbaar      |
| Mesmer (Me)      | Beschikbaar      | Beschikbaar      | Beschikbaar      |
| Elementalist (E) | Beschikbaar      | Beschikbaar      | Beschikbaar      |
| Assassin (A)     | Niet beschikbaar | Beschikbaar      | Niet beschikbaar |
| Ritualist (Rt)   | Niet beschikbaar | Beschikbaar      | Niet beschikbaar |
| Paragon (P)      | Niet beschikbaar | Niet beschikbaar | Beschikbaar      |
| Dervish (D)      | Niet beschikbaar | Niet beschikbaar | Beschikbaar      |

1 Wanneer men in het bezit is van meer dan één deel, worden deze delen aan elkaar verbonden (Als de speler dat wil; afzonderlijke accounts zijn ook mogelijk). Het is dus mogelijk om met een Paragon uit Nightfall naar de wereld van Factions te reizen. Hoewel in Nightfall de professie Assassin en Ritualist niet als basis beschikbaar is, zijn er wel nieuwe skills voor Assassins en Ritualists die uit Factions komen. Dit geldt niet andersom voor Paragons en Dervish'  uit Nightfall.
Ieder hoofdstuk heeft zijn eigen verhaal dat door het spelen van missies doorlopen wordt. Het hoofdstuk waarin een karakter wordt aangemaakt heeft invloed op het verhaal dat doorlopen wordt.

## Secondary Professions
In het spel krijgt elk speelpersonage de mogelijkheid om een tweede beroep te kiezen.
Een veel gebruikte setting: Warrior (primary) en Monk (secondary). Er verschijnt bij de naam(W/Mo). Dit secundaire beroep is niet helemaal gelijk aan het primaire beroep met dezelfde naam maar het geeft de speler een nog grotere keus in speelpersonages en de te gebruiken vaardigheden (skills). Zo zal een Warrior/Monk het attribute "Divine Favor" niet kunnen instellen omdat dit een primary attibute van de Monk is. En zo zal een Ritualist/Elementalist (Rt/E) het attribute "Energy Storage" niet kunnen aanpassen. Het is wel mogelijk om alle skills van beide professions te gebruiken. Het is later in het spel ook mogelijk om van second profession te veranderen.

## PvP
In de optie PvP (Player vs. Player) kunnen mensen in teams, meestal teams van 4 of 8, het tegen elkaar opnemen. Heel het PvP-gebeuren neemt plaats op de The Battle Islands. Dit is een deel van de kaart enkel en alleen voor challenges.
Deze challenges nemen plaats in verschillende arena's:
- Random Arena: in deze arena moet de speler zelf geen team samenstellen. Als de speler de arena betreedt wordt de speler automatisch in een team gezet. Dit team is willekeurig bepaald door de computer. Na 5 matchen, na elkaar en met helzelfde team, te winnen speelt de speler een nieuwe arena vrij, de Team Arena.
- Team Arena: in deze arena moest de speler zelf een team samenstellen. Als de speler dit gedaan had betrad de speler de arena en werd er door de computer een random team gekozen. Als de speler 5 matchen, na elkaar en met hetzelfde team, won dan speelde de speler weer een nieuwe arena vrij, namelijk Heroes Ascent.

Team Arenas is uit het spel gehaald omdat er te veel teams waren die profiteerden van 1 kant van een beroep en met vier dezelfde beroepen gingen. Nu is er de Codex Arena in de plaats.
- Codex Arena: in deze arena moeten de spelers zelf een team samenstellen en mogen ze maar kiezen uit één lijst van skills die om de paar uur verandert. Ook mag er maar één beroep per groep voorkomen, er mogen bijvoorbeeld geen 2 assassins in het team zitten. Het lijkt op de vroegere Team Arena.
- Heroes Ascent: in deze arena moet de speler zelf een team samenstellen. Als de speler de arena betreedt wordt voor de speler, automatisch door de computer, een random team gezocht. In deze arena gaat het erom om drie soorten gevechtde spelers te winnen namelijk king of the hill (om het winnende team te zijn moeten de spelers het hele gebied in handen hebben voor de tijd op is), Annihilation (om het winnende team te zijn moeten de spelers het hele tegenspelende team uitmoorden) en ten slotte nog capture the relic (om het winnende team te zijn moeten de spelers meer relics verzamelen dan het andere team). The hall of heroes is de laatste map in de heroes ascent. Om dit gevechtde speler te winnen moeten de spelers van een team de map verdedigen tegen spelers van vier andere teams. Als dit gevecht gewonnen wordt door de verdedigers krijgen zij The Favor of the Gods.
- The zaishen challenge: Om deze arena vrij te spelen moet de speler het gevechtstutorial uit The Isle of the Nameless uitgespeeld hebben. Om in deze arena te kunnen spelen moet de speler een team van vier spelers samenstellen. De speler tegenstanders bestaan uit zelfgekozen computer gestuurde mannetde spelers.
- The Zaishen Elite: Deze wordt vrijgespeeld door 5 wedstrijden tegen 5 verschillende tegenstanders te winnen in The Zaishen Challenge. Het principe is hetzelfde als bij The Zaishen Challenge maar de tegenstanders zijn een stuk sterker en vechten efficiënter.
- Guild vs Guild: Zoals de naam van het spel al doet zeggen is het ook mogelijk om met de zogenaamde guilds tegen elkaar te strijden. Dit gebeurt in teams van 8 en wordt mede door het strategische en taktische element gezien als de hoogste soort van PvP in het spel. Vaak wordt hierbij gebruikgemaakt van een VoIP programma als Ventrilo of Teamspeak om zo de communicatie beter te laten verlopen.

## Trivia
- Het spel is opgenomen in het boek 1001 Video Games You Must Play Before You Die van Tony Mott.